# Союз писателей Москвы
Союз писателей Москвы (СПМ) — творческий союз, организованный в 1992 году, объединяющий писателей для защиты их прав и законных интересов.

## История создания
Союз писателей Москвы возник в результате распада Союза писателей СССР после августовских событий 1991 года. Основой нового творческого союза стала образованная в 1990 году Независимая писательская ассоциация «Апрель». Члены НПА «Апрель», среди которых были классики советской литературы Булат Окуджава, Фазиль Искандер, Белла Ахмадулина, Андрей Вознесенский, Анатолий Приставкин, академик Дмитрий Лихачёв, писатели Леонид Жуховицкий, Татьяна Кузовлева, Владимир Савельев, Владимир Корнилов, также входящие в Союз российских писателей, выступали за демократические перемены в общественной и политической жизни государства, свободу слова, неподконтрольность литературного творчества. Во взглядах и мировоззренческих позициях члены СПМ коренным образом разошлись со своими коллегами по литературному цеху из Союза писателей России. В очередной раз принципиальные разногласия между СПМ и СПР напомнили о себе весной 2013 года в ходе полемики о «Тотальном диктанте».

## Современность
СПМ насчитывает около 2000 членов. Руководит организацией секретариат, куда входят писатели: Евгений Бень, Евгений Бунимович, Лола Звонарёва, Елена Исаева, Галина Климова, Татьяна Кузовлева, Виктор Куллэ, Анатолий Курчаткин, Виктория Лебедева, Александр Набоков, Галина Нерпина, Александр Переверзин, Евгений Попов, Валерия Пустовая, Марк Розовский, Александр Себелев, Роман Сенчин, Александр Снегирев, Евгений Степанов, Элина Сухова, Игорь Харичев, Олег Хлебников, Василий Нацентов.
Первым секретарём СПМ с момента основания до 1998 года был поэт, переводчик Владимир Савельев. С 1999 года, вплоть до своей кончины в 2008 году, Первым секретарём была Римма Казакова. В настоящее время Первым секретарём СПМ является критик, публицист, литературовед, доктор культурологии, а также, в своё время, бывший ректор Литинститута, министр культуры РФ и Посол России при ЮНЕСКО и ООН Евгений Сидоров.
Под эгидой СПМ в Центральном доме литераторов ежемесячно работают пять литературных гостиных.
- Клуб одного стихотворения (со свободным микрофоном);
- Клуб «Кольцо А»;
- Клуб «Московская муза» (женская поэзия);
- Клуб «Лютня Ориолы» (философская мистическая лирика);
- Творческий клуб СПМ (презентация новых произведений, круглые столы, дискуссии).

СПМ ежегодно проводит совещание молодых писателей Москвы и Подмосковья, присуждает литературную премию «Венец». В 2009 году учреждена премия «За яркое начало в творчестве» имени Риммы Казаковой, лауреатом которой стала молодая московская поэтесса Наталья Полякова.
СПМ издает газету «Литературные вести» и журнал «Кольцо А».
Критерием приёма в Союз писателей Москвы является художественная ценность изданных произведений, требуются рекомендации двух членов Союза.